# Aeródromo Caleta Andrade
El Aeródromo Caleta Andrade (OACI: SCIH) es un terminal aéreo de la Caleta Andrade, Provincia de Aysén, Región de Aysén, Chile. Es de propiedad pública.
Este aeródromo fue considerado en el año 2011 como uno de los aeródromos más difíciles para aterrizar en Chile